# Typosyllis harti
Typosyllis harti är en ringmaskart som först beskrevs av Miles Joseph Berkeley 1938.  Typosyllis harti ingår i släktet Typosyllis och familjen Syllidae. Inga underarter finns listade i Catalogue of Life.